# Довгалюк, Михаил Джаванширович
Михаил Джаванширович Довгалюк (3 июня 1995, Москва) — российский пловец, серебряный призер Олимпийских игр 2020 года, чемпион и вице-чемпион мира в эстафетном плавании, многократный призёр чемпионатов России, заслуженный мастер спорта России.

## Спортивная биография
В августе 2015 года Довгалюк был включён в состав сборной России для участия в кролевой эстафете 4×200 метров на чемпионате мира в Казани. На предварительном этапе россияне показали 7-е время и пробились в финал. В решающем заплыве Довгалюк с партнёрами долгое время шли в тройке лидеров, но по итогам всей дистанции сборная России стала 4-й.
В апреле 2016 года Довгалюк с результатом 1:47,83 с. занял четвёртое место на чемпионате России на дистанции 200 метров вольным стилем, что не позволило ему пробиться в состав сборной России для участия в индивидуальных соревнованиях на летних Олимпийских играх в Рио-де-Жанейро, но по решению тренерского совета он был включён в заявку эстафетной команды 4×200 метров. Всего же по итогам национального чемпионата Довгалюк стал трёхкратным призёром в эстафетах. На играх в Рио принимал участие в составе эстафетной команды 4×200 метров. Сборная России квалифицировались в финал с третьим результатом. В финальном заплыве команда в составе Данила Изотов, Александр Красных, Никита Лобинцев, Михаил Довгалюк заняла 5-е место.
В декабре 2016 года Довгалюк на чемпионате мира в Канаде в составе эстафетной команды квалифицировался в финальный заплыв с 5-м результатом. В заключительном заплыве сборная в составе Михаил Довгалюк, Михаил Вековищев, Артём Лобузов и Александр Красных завоевала золотую медаль.

### Допинг
21 октября 2013 года было объявлено, что Михаил Довгалюк дисквалифицирован на 1 год за употребление метилгексанеамина. Срок дисквалификации начался с 3 июля 2013 года. Отталкиваясь от этого случая, Международная федерация плавания отстранила спортсмена от олимпийских игр 2016 года. 4 августа спортивный арбитражный суд (CAS) в Лозанне признал незаконным правило Международного олимпийского комитета (МОК) об отстранении от Олимпийских игр 2016 г. россиян с допинговым прошлым. В итоге сборная России по плаванию в Рио выступила в полном составе.

## Личные рекорды
По состоянию на март 2016 года
| Длинная вода          | Длинная вода | Длинная вода | Длинная вода     |
| Дистанция             | Время        | Дата         | Место проведения |
| --------------------- | ------------ | ------------ | ---------------- |
| 100 м вольным стилем  | 49,16        | 21.04.2015   | Москва           |
| 200 м вольным стилем  | 1:47,89      | 23.04.2015   | Москва           |
| 400 м вольным стилем  | 3:52,42      | 02.08.2014   | Казань           |
| 800 м вольным стилем  | 8:47,40      | 11.02.2011   | Москва           |
| 1500 м вольным стилем | 17:51,93     | 18.12.2009   | Пермь            |

| Короткая вода        | Короткая вода | Короткая вода | Короткая вода    |
| Дистанция            | Время         | Дата          | Место проведения |
| -------------------- | ------------- | ------------- | ---------------- |
| 50 м вольным стилем  | 22,73         | 09.11.2014    | Казань           |
| 100 м вольным стилем | 47,97         | 11.11.2014    | Казань           |
| 200 м вольным стилем | 1:45,36       | 08.11.2015    | Казань           |
| 400 м вольным стилем | 4:01,41       | 16.10.2014    | Москва           |
| 800 м вольным стилем | 8:21,58       | 28.10.2011    | Москва           |

## Награды
- Медаль ордена «За заслуги перед Отечеством» I степени (11 августа 2021 года) — за большой вклад в развитие отечественного спорта, высокие спортивные достижения, волю к победе, стойкость и целеустремленность, проявленные на Играх XXXII Олимпиады 2020 года в городе Токио (Япония)[10].